# Francisco Campos
Francisco Luís da Silva Campos (Dores do Indaiá, 18 de novembro de 1891 — Belo Horizonte, 1 de novembro de 1968) foi um advogado, professor, jurista e político brasileiro, responsável, entre outras obras, pela redação da Constituição brasileira de 1937 e do AI-1 do golpe de 1964. Era conhecido como Chico Ciência, devido a sua ampla capacidade intelectual.

## Biografia
Filho de Jacinto Álvares da Silva Campos e de Azejúlia de Souza e Silva. Pelo lado paterno, pertencia à descendência de Joaquina Bernarda da Silva de Abreu Castelo Branco, dita Joaquina de Pompeu, casada com Inácio Oliveira Campos, neto do bandeirante Antônio Rodrigues Velho, um dos fundadores de Pitangui, no início do século XVIII. Joaquina do Pompeu foi a matriarca mais famosa de Minas Gerais. Numerosas famílias dominantes na vida econômica, social e política do estado pertenceram à sua linhagem. Para citar apenas alguns nomes que se tornaram conhecidos após a revolução de 1930, encontram-se nessa trama familiar Benedito Valadares, Gustavo Capanema, os Melo Franco, José de Magalhães Pinto, Olegário Maciel e Ovídio de Abreu. Um tio-avô de Francisco Campos foi Martinho Álvares da Silva Campos, conselheiro de estado e primeiro-ministro do Império do Brasil.
Francisco Campos foi alfabetizado por sua mãe em casa. Depois passou dois anos como interno no Instituto de Ciências e Letras de São Paulo, regressando em seguida a Dores do Indaiá para estudar francês e português. Fez o curso secundário nas cidades de Sabará e Ouro Preto. Em 1910 foi matriculado na Faculdade Livre de Direito de Belo Horizonte. Quando cursava o segundo ano da faculdade, chamou a atenção dos meios forenses da capital mineira por sua cultura e oratória, ao produzir a defesa de soldados do exército envolvidos num tiroteio com guardas da polícia civil. No último ano do curso, fez um discurso em memória do falecido presidente Afonso Pena, sobre o tema democracia e unidade nacional, em que já dava mostras das ideias que encarnou em sua vida: "O futuro da democracia depende do futuro da autoridade. Reprimir os excessos da democracia pelo desenvolvimento da autoridade será o papel político de numerosas gerações." Contemplado com o prêmio Barão do Rio Branco por ter sido o melhor aluno ao longo dos cinco anos do curso, foi o orador de sua turma na solenidade de formatura, em dezembro de 1914. Estabeleceu-se em seguida como advogado em Belo Horizonte e em Pitangui, terra de sua família.
Em 1916 inscreveu-se para disputar a vaga de professor de toda uma seção de disciplinas — Filosofia do Direito, Economia Política, Ciências das Finanças e Direito Romano — da Faculdade em que se bacharelara. Obteve o primeiro lugar no concurso, mas não a nomeação, concedida a um dos dois outros postulantes, Gudesteu Pires. Em 1917, conquistou em concurso a cadeira de Direito Público Constitucional, sendo admitido como professor substituto em abril de 1918.
Também em 1918 Artur Bernardes tomou posse como presidente do estado de Minas Gerais, marcando a substituição dos velhos quadros da política estadual. Bernardes e seu secretário do Interior, Raul Soares, completando a conquista do predomínio político em Minas pelos representantes da Zona da Mata, embora dirigindo homens de diferentes regiões do estado, destruíram implacavelmente a influência do ex-presidente estadual Francisco Sales na máquina estatal e no Partido Republicano Mineiro (PRM), único no estado entre 1897 e 1930, sem perder, contudo, o vezo autoritário. Entre os novos quadros lançados na política encontram-se Odilon Braga, Cristiano Machado, Daniel de Carvalho e Francisco Campos.
Francisco Campos iniciou sua carreira política pelas mãos de Raul Soares que, devido à repercussão de seu primeiro concurso e às qualidades intelectuais que continuou revelando, o incluiu na lista de candidatos do PRM a deputado estadual, para a legislatura de 1919–1922. Francisco Campos foi eleito pela 7ª circunscrição eleitoral, com 4.287 votos. Já nessa época defendia as ideias autoritárias e antiliberais pelas quais ficou conhecido. Na câmara estadual, foi relator da Comissão de Constituição, Legislação e Justiça, participando com destaque da reforma constitucional promovida por Artur Bernardes. Em suas intervenções, notabilizou-se por condenar a autonomia municipal, como neste discurso de 1920: "As Prefeituras não são, pois, mais do que uma modalidade, e a mais eficaz e inteligente, do controle da administração central sobre a administração local".
Em 1921, Francisco Campos foi eleito deputado federal pelo PRM, estreando na Câmara dos Deputados com discursos que se destacaram pela erudição. Logo cresceu a fama de sua inteligência, numa bancada mineira que incluía nomes como os de Afonso Pena Júnior, Afrânio de Melo Franco, Antônio Carlos Ribeiro de Andrada, Bráulio de Magalhães, José Francisco Bias Fortes e Manuel Tomás de Carvalho Brito. Em virtude de sua apurada capacidade intelectual, foi apelidado de “Chico Ciência”.
Reeleito em 1924, Campos foi, ao longo de seus dois mandatos, um defensor intransigente dos governos federais de Epitácio Pessoa (1919–1922) e Artur Bernardes (1922–1926). Posicionou-se ferrenhamente contra o tenentismo, movimento da jovem oficialidade do Exército brasileiro que contestava o sistema político vigente.
Em 1926, com a posse de Antônio Carlos na presidência do estado de Minas Gerais, Francisco Campos foi nomeado secretário do Interior. No cargo, promoveu uma profunda reforma educacional. Em 1929, ao ficar clara a decisão do Presidente da República, Washington Luís, de indicar um político paulista para sucedê-lo, em detrimento da candidatura de Antônio Carlos, Campos foi encarregado de articular uma candidatura oposicionista entre as forças políticas do Rio Grande do Sul, primeiro passo para o lançamento do nome de Getúlio Vargas. Com a derrota de Vargas, na eleição realizada em março de 1930, Francisco Campos participou das conspirações que conduziram à revolução de 1930, que pôs fim à República Velha.
No Governo Provisório que se seguiu à revolução, assumiu a direção do recém-criado Ministério da Educação e Saúde, credenciado pela reforma que promovera no ensino de Minas Gerais. Assim sendo, promoveu a reforma do ensino secundário e universitário em todo o país. Ao mesmo tempo, incentivava a formação da Legião de Outubro, organização criada em Minas Gerais com o objetivo de oferecer sustentação ao governo revolucionário e atacar as bases políticas do PRM. A nova agremiação assemelhava-se aos partidos fascistas europeus, tanto no que diz respeito ao programa como por sua disciplina e organização.
Francisco Campos deixou o Ministério da Educação em setembro de 1932. No ano seguinte concorreu sem sucesso, como candidato independente, a uma cadeira na Assembleia Nacional Constituinte. Mudou-se em seguida para o Rio de Janeiro, sendo nomeado consultor-geral da República em novembro de 1933, cargo que exerceu de 1 de janeiro de 1934 a 8 de novembro de 1937.
Em dezembro de 1935, o prefeito do Distrito Federal, Pedro Ernesto, nomeou-o Secretário de Educação, em substituição a Anísio Teixeira, acusado de envolvimento com a Intentona Comunista. Nesse período, consolidou-se como um dos mais importantes ideólogos da direita no Brasil, desenvolvendo suas convicções antiliberais autoritárias.Nesse sentido, tornou-se um dos elementos centrais, junto com Vargas e a cúpula das Forças Armadas, dos preparativos que levariam ao Estado Novo, instalado por um decretado em novembro de 1937.
Nomeado ministro da Justiça dias antes do decreto do Estado Novo, foi, então, encarregado por Getúlio Vargas de elaborar a nova Constituição do país, a Constituição de 1937, marcada por características corporativistas e pela proeminência do poder central sobre os estados e do Poder Executivo sobre o Legislativo e o Judiciário. O período do Estado Novo foi marcado ainda pelo forte clima repressivo ao comunismo e por acusações de frequentes violações aos direitos individuais, assim como de progresso econômico e ausência de conflitos políticos internos no Brasil. Mandou elaborar também um novo código penal e um novo código de processo penal para o Brasil — ainda vigentes, embora com alterações significativas, principalmente com a redemocratização nos anos 1980.
Demonstrando a postura fascista dos atores políticos de Getúlio Vargas durante o Estado Novo, Cláudio de Lacerda Paiva descreve os agentes governamentais varguistas que “quem censurava era Lourival Fontes, quem torturava era Filinto Muller, quem instituiu o fascismo foi Francisco Campos, quem deu o golpe foi Dutra e quem apoiava Hitler era Góis Monteiro” (Paiva apud ROSE, 2001, p. 17).
Em 1941, afastou-se do ministério temporariamente por motivos de saúde. Seu retorno no ano seguinte, porém, foi obstaculizado pelos anseios de redemocratização que começavam a ganhar terreno no país, estimulados pela aproximação do Brasil com os países aliados, no contexto da Segunda Guerra Mundial. Em janeiro de 1943, foi nomeado representante brasileiro na Comissão Jurídica Interamericana, cargo que exerceria até 1955. Em 1944 tornou-se presidente do Banco Fluminense da Produção.
Em junho de 1980 foi publicada na revista Reformador da Federação Espírita Brasileira uma mensagem do Visconde de Ouro Preto a Francisco Campos alegadamente psicografada por Francisco Cândido Xavier em 1943:
"Sua inteligência, aclarada ao sopro de quantos contribuem espiritualmente pelo Brasil eterno, percebeu a tem- pestade ao lado de quem recebera a missão máxima no ter- reno político dentro da hora que passa, e conseguimos o ressurgimento das esperanças justas.
Não era o regresso ao patriarcado, mas o entendimento de nossa própria situação mesológica e de nossos próprios ideais que necessitam ser cunhados em metal brasileiro de realizações legítimas. Não era o totalitarismo, mas o restabelecimento da ordem, não era a extinção da democracia, mas a sua organização justa em país muito diferente daqueles que se vitalizaram com as tradições anglo-saxônicas.
E temos, de pé, o grande trabalho. Sabemos quanto lhe há custado a vida pública em sacrifícios pessoais e sofrimen- tos íntimos. O verdadeiro apóstolo, entretanto, segue o cla- rão do seu ideal e isso basta.
Lembre que ao seu lado numerosos amigos do plano espiritual cooperam com desvelo pelo total desempenho de suas nobres obrigações.
Os missionários não são somente aqueles que se restrinjam a cogitações de natureza religiosa. Existem igualmente para Deus na esfera do bem público, onde, muitas vezes, o devotamento máximo colhe pedradas e ingratidão."
No decorrer do ano de 1944, passou a defender a redemocratização do país e negou o caráter fascista da Constituição de 1937, ainda em vigência. No ano seguinte, participou das articulações empreendidas nos meios políticos e militares que levaram ao afastamento de Vargas e ao fim do Estado Novo.
Nos anos 50, afastado dos cargos públicos, passou a defender posições econômicas liberais e agraristas. Em 1964, participou das conspirações contra o governo do presidente João Goulart. Após a implantação do regime militar, voltou a colaborar na montagem de um arcabouço institucional autoritário para o país, participando da elaboração dos dois primeiros Atos Institucionais baixados pelo novo regime (AI-1 e AI-2) e enviando sugestões para a elaboração da Constituição de 1967.
Morreu em Belo Horizonte em 1968, vítima de uma embolia cerebral. Foi sepultado no cemitério de Bonfim, em Belo Horizonte.

## Doutrina
A doutrina jurídica de Campos costuma ser classificada, não sem alguma dificuldade, como antiliberal e autoritária.
São de sua autoria jurídica e exprimem seu raciocínio constitucional fórmulas publicadas em várias revistas de direito nas bibliotecas do Brasil: (RF 73:229) “Diretrizes Constitucionais do Novo Estado Brasileiro” (entrevista concedida pelo sr. Francisco Campos, Ministros da Justiça, ao Jornal do Comércio, em 16 de janeiro de 1938); assevera o jurista mineiro sobre a Carta/37, com razão, “O mundo jurídico, que é essencialmente o mundo da segurança e da ordem, se baseia, além do postulado da justiça, nos dois postulados da certeza e da duração” (p. 236).
Em resposta às perguntas, sobre ‘competência’ e os ‘Poderes’, a princípio publicadas em um periódico da imprensa, de tão razoável, a Revista Forense houve por bem a tornar perene, verbis:
Quesito: “A subordinação do julgado sobre inconstitucionalidade de lei à deliberação da Câmara dos Deputados não despoja o Poder Judiciário de uma prerrogativa que lhe era essencial? Não lhe parece inconveniente, por outro lado, dar a um poder político a prerrogativa de decidir da constitucionalidade das leis?” (p. 246).
Ele respondeu: “Ora, tal prerrogativa não é um atributo que se encontre reconhecido universalmente ao poder judiciário. Ao contrário, é um atributo do poder judiciário do tipo americano, e mesmo nos Estados Unidos seriamente combatido com os melhores fundamentos”.
E por ele foi dito, às portas da 2ª Guerra, “A Constituição americana é, como se sabe, obra de um pequeno número de grandes legistas. A supremacia do poder judiciário, mediante a prerrogativa que lhe foi atribuída de guarda supremo da Constituição, foi um arranjo ou uma construção imaginada por legistas”.
Disse que “O mecanismo de controle judicial, inventado pelos legistas americanos, correspondia, inteiramente, aos motivos, conscientes ou obscuros, que os inspiravam. O caráter dinâmico das instituições democráticas se achava coarctado por uma hábil propaganda, que conseguiu criar no público a convicção de que a peça teria por função proteger o povo contra os abusos do poder” (p. 247). “Completando o processo, seguramente ingênuo e de boa fé, de dissimulação do papel conferido ao Poder Judiciário, a teoria procurou atenuar a sua importância, declarando que o julgamento dos tribunais pressupõe uma provocação e um litígio, isto é, que o supremo intérprete da Constituição não tem a faculdade de interpretá-la em abstrato. Como observa, porém, LORD BIRKENHEAD, quando o tribunal decidindo um litígio, declara a lei inconstitucional, o que ele decide, em última análise, é o caso da lei, privando-a de toda autoridade”.
Em 1938 no Brasil, complementa, quanto à natureza secular da Carta de 1787 (das Treze ex-Colônias da América) “A propósito da idealização de que o controle judicial foi objeto nos Estados Unidos, ALLEN SMITH, falecido Professor de ciência política (grifamos) na Universidade de Washington, escreve no seu livro póstumo ‘The growth and decadence of constitucinal government’(O crescimento e decadência do governo constitucional):”
“- ‘Não há, provavelmente, outro exemplo, em toda a história da evolução constitucional, em que a opinião haja sido tão iludida quanto à verdadeira natureza de um arranjo ou de um artifício. A razão ostensiva de atribuir o poder de veto aos tribunais era a de prover um meio de tornar efetivas as limitações constitucionais; o objetivo real era, porém, o de concentrar o poder político na Suprema Corte dos Estados Unidos, e, mediante a função que lhe era conferida de interpretação final, transformar a constituição no baluarte do conservadorismo’ –” (pág. 248).

### Antiliberalismo
“O regime liberal e democrático postula a concorrência não apenas como categoria histórica, mas como a categoria ideal da convivência humana” pág. 380;
“Se o princípio deve reger apenas a aplicação da lei, é claro que ao legislador ficaria devassada a imensidade de um arbítrio sem fronteiras, podendo alterar, à sua discrição, por via de medidas concretas ou individuais, as condições da concorrência, de maneira a favorecer, na corrida, a um dos concorrentes, ou a um grupo de concorrentes, em detrimento dos demais”.
E mais “o caráter de norma obrigatória para o legislador, para ele em primeiro lugar e para ele especialmente, resulta da natureza e da extensão do princípio de igualdade perante a lei” pág. 382;
Assim não resta dúvida que “os mandamentos constitucionais obrigam, igualmente, o Poder Legislativo, cujos atos só valerão se puderem ser imputados ao Estado por intermédio da Constituição. Nenhum ato poderá, efetivamente, ser imputado ao Estado, se contravém a uma disposição constitucional” pág. 384; In “IGUALDADE DE TODOS PERANTE A LEI”, Francisco Campos (RDA 10:376/417).

## Obras
Publicou, entre outros: A doutrina da população (1916); Natureza jurídica da função pública (1917); Pela civilização mineira (1930); O estado nacional (1940) e Educação e cultura (1940).